# Ibyka
Ibyka Skog et Bank, 1973 es un género de Pteridophyta perteneciente al orden Iridopteridales. Este vegetal de porte herbáceo es conocido a partir de sus restos fósiles datados en el periodo Givetiense del Devónico Medio. En la actualidad se conoce dos especies dentro del género, Ibyka amphikoma descrita a partir de un buen número de restos hallados en un yacimiento de Schoharie Creek en el estado de Nueva York (Estados Unidos) e Ibyka  vogtii conocida por un yacimiento de Spitsbergen, Svalbard (Noruega) y asignada originalmente al género Hyenia.
Estos vegetales son unos de los mejores conocidos dentro de su clase, junto a Compsocradus, en cuanto a morfología y anatomía. Anatómicamente estaban formados por un eje vertical con ramificaciones laterales en inserción helicoidal. En el extremo de estas ramificaciones y en el eje principal aparecían unos apéndices de ramificación dicótoma, morfológicamente diferentes que portaban en su extremo estructuras fotosintéticas y reproductivas. El sistema vascular de Ibyka estaba formado por una estela de tipo protostela con hasta seis haces de xilema rodeados por una banda de floema.

## Descripción
Según la descripción original basada en unos 70 ejemplares conservados este vegetal poseería un eje monopodial presumiblemente vertical de una longitud máxima conocida de 55 cm, con toda seguridad mayor, y entre 1 y 1,5 cm de diámetro. Insertadas helicoidalmente en este eje se encontraban una serie de ramificaciones de hasta tercer orden, considerando al eje principal como las de primer orden. Las ramificaciones secundarias alcanzaban al menos 30 cm de longitud y entre 0,5 y 0,7 cm de grosor mientras que las terciarias alcanzarían al menos 10 cm y tuvieron entre 0,2 y 0,3 cm de diámetro. Todos estos ejes se encontraban finamente cubiertos por pilosidades. Insertados en ángulo agudo en todos los ejes de ramificación, incluido el eje principal se localizaban unos últimos apéndices morfológicamente diferentes. Estos apéndices tenían una ramificación dicótoma hasta cinco veces que formaba un grupo compacto tridimensional. Algunos de estos apéndices con presunta función fotosintética tenían sus extremos curvados mientras que otros, morfológicamente idénticos, portaban en su extremo pares de esporangios ovoides de entre 0,5 y 1 mm de diámetro.
Por los restos mejor conservados se ha podido establecer que Ibyka poseía una estela de tipo protostela con entre dos y tres haces longitudinales de xilema primario formado exclusivamente por traqueidas largas y estrechas con patrón escaleriforme a anular. Los haces longitudinales de xilema bifurcan hasta formar un máximo de seis brazos dependiendo del diámetro de la ramificación en la que se encontraban. El xilema primario tendría maduración mesarca con su protoxilema formando lacunae cerca del extremo de los haces. El floema estuvo formado por células pequeñas y elongadas que se han interpretado como canales taniníferos. Este floema formaba una capa que rodeaba completamente a los haces de xilema en el esquema propio de una protostela. El córtex de la estela estaba compuesto principalmente por células parenquimáticas de paredes estrechas que contenían en su zona más interna tubos taniníferos similares a los presentes en el floema y en su zona externa grupos de células de esclerénquima. Los apéndices dicótomos terminales estaban suplidos por tejido vascular que dejaba una traza foliar tereta en todos los órdenes de ramificación. La estela presente en este género es similar al que ha podido observarse en otros vegetales contemporáneos, Asteropteris y Arachnoxylon, que se emplazan dentro de su mismo orden.